# Затишье (Липецкая область)
Зати́шье  — деревня Задонского района Липецкой области России. Входит в состав Каменского сельсовета.
Находится на берегу Дона. 

## География
Деревня расположена на Среднерусской возвышенности, в южной части региона, в центральной части Задонского района, на берегу Дона,  к югу от федеральной трассы М4 «Дон».
Общая площадь земель деревни — 0,020 тыс. га

## Население
| 2010 |
| ---- |
| 96   |

## Инфраструктура
Личное подсобное хозяйство. Развитие жилой застройки предлагается в южном направлении на свободной от застройки территории — отвод сельскохозяйственных земель под застройку жилья — около 5,4
га.

## Транспорт
Остановка общественного транспорта «Затишье».
Общая протяженность улично-дорожной сети в существующих границах деревни — 1,8 км